# William Peel, III conte Peel
William Peel, III conte Peel (Londra, 3 ottobre 1947), è un politico e imprenditore inglese.

## Biografia

### I primi anni
Lord Peel è il figlio primogenito di Arthur Peel, II conte Peel, e di sua moglie Kathleen McGrath, figlia di Michael McGrath. Egli è pro-pro-pronipote del primo ministro inglese Sir Robert Peel. Egli ha frequentato l'Ampleforth College per poi spostarsi al'Università di Tours in Francia, facendo poi ritorno in madrepatria per frequentare il Royal Agricultural College di, Cirencester.

### La carriera
Lord Peel è stato membro del Consiglio Privato della corona britannica, in rappresentanza del Ducato di Cornovaglia, dal 1993 al 2006, nonché Lord Warden of the Stannaries dal 1994 al 2006. Divenuto membro del Nature Conservancy Council, in rappresentanza della sessione English Nature, dal 1991 al 1996, è divenuto anche presidente del Game Conservancy Trust e presidente dello Yorkshire Wildlife Trust dal 1989 al 1996. Lord Peel è stato anche membro della Yorkshire Dales National Park Committee per sei anni ed è divenuto Lord Deputato Luogotenente per il North Yorkshire nel 1998. Egli divenne crossbench ereditario della Camera dei Lords.
Nel giugno del 2006 venne prescelto quale successore di Lord Luce come Lord Ciambellano. L'11 ottobre 2006 baciò la mano della regina Elisabetta II del Regno Unito alla sua nomina e venne investito contestualmente della Gran Croce dell'Ordine Reale Vittoriano, divenendo anche cancelliere del medesimo ordine. Il 14 novembre 2006, Lord Peel divenne membro del Consiglio Privato della corona britannica.
Il 13 aprile 2021 si ritira ufficialmente dalla carica di Lord Ciambellano dopo 14 anni di onorato servizio alla Casa Reale Britannica.

### Famiglia
Lord Peel sposò Veronica Naomi Livingston Timpson (n. 21 gennaio 1950), figlia del maggiore John Alastair Livingston Timpson e di sua moglie Elizabeth P. Houstoun-Boswall, il 28 marzo 1973. La coppia ha avuto due figli, Ashton Robert Gerard Peel, visconte Clanfield (n. 16 settembre 1976), e lady Iona Joy Julia Peel (n. 18 settembre 1978). I due si separarono nel 1987. Peel ha sposato in seconde nozze Charlotte Clementine Soames (n. 17 luglio 1954), figlia di Lord Soames e di sua moglie, Mary, figlia di Sir Winston Churchill, il 15 aprile 1989. La coppia ebbe una figlia, lady Antonia Mary Catherine Peel (n. 1991).
Il figlio di lord Peel, lord Clanfield, ha sposato Matilda Rose Aykroyd (n. 15 marzo 1978) nel 2004. Matilda è la figlia minore e quartogenita del Luogotenente delle Coldstream Guards David Peter Aykroyd (n. 6 giugno 1937) e di sua moglie Lydia Huldine Beamish (18 gennaio 1939 - 9 luglio 2004). Lord e lady Clanfield hanno avuto tre figlie, nipoti quindi di Lord Peel: Isla Rose Huldine Peel (n. 24 marzo 2005), Willa Katherine Peel (n. 1 dicembre 2006) e Florence Iona Emily Peel (n. 1 gennaio 2011).
La figlia avuta da Lord Peel con la prima moglie, lady Iona Peel, si è sposata il 14 maggio 2005 con Robert Alexander Edward Bowen.

## Ascendenza
|                              |   |                                   | Genitori                  |  |  | Nonni |  |  | Bisnonni                     |  |  | Trisnonni                 |  |
|                              |   |                                   |                           |  |  |       |  |  | Arthur Peel, I visconte Peel |  |  | Robert Peel, II baronetto |  |
|                              |   |                                   |                           |  |  |       |  |  | Arthur Peel, I visconte Peel |  |  | Robert Peel, II baronetto |  |
|                              |   | Julia Floyd                       |                           |  |  |       |  |  | Arthur Peel, I visconte Peel |  |  |                           |  |
| William Peel, I conte Peel   |   |                                   |                           |  |  |       |  |  | Arthur Peel, I visconte Peel |  |  |                           |  |
|                              |   | Adelaide Dugdale                  | William Stratford Dugdale |  |  |       |  |  |                              |  |  |                           |  |
|                              |   | Adelaide Dugdale                  | William Stratford Dugdale |  |  |       |  |  |                              |  |  |                           |  |
|                              |   | Adelaide Dugdale                  | Harriet Ella Portman      |  |  |       |  |  |                              |  |  |                           |  |
| Arthur Peel, II conte Peel   |   | Adelaide Dugdale                  |                           |  |  |       |  |  |                              |  |  |                           |  |
|                              |   | James Williamson, I barone Ashton | James Williamson          |  |  |       |  |  |                              |  |  |                           |  |
|                              |   | James Williamson, I barone Ashton | James Williamson          |  |  |       |  |  |                              |  |  |                           |  |
|                              |   | James Williamson, I barone Ashton | Eleanor Miller            |  |  |       |  |  |                              |  |  |                           |  |
| Eleanor Williamson           |   | James Williamson, I barone Ashton |                           |  |  |       |  |  |                              |  |  |                           |  |
|                              |   | Margaret Gatey                    | Joseph Gatey              |  |  |       |  |  |                              |  |  |                           |  |
|                              |   | Margaret Gatey                    | Joseph Gatey              |  |  |       |  |  |                              |  |  |                           |  |
|                              |   | Margaret Gatey                    | Margaret Williamson       |  |  |       |  |  |                              |  |  |                           |  |
| William Peel, III conte Peel |   | Margaret Gatey                    |                           |  |  |       |  |  |                              |  |  |                           |  |
|                              | … | …                                 |                           |  |  |       |  |  |                              |  |  |                           |  |
|                              | … | …                                 |                           |  |  |       |  |  |                              |  |  |                           |  |
|                              | … | …                                 |                           |  |  |       |  |  |                              |  |  |                           |  |
| Michael McGrath              | … |                                   |                           |  |  |       |  |  |                              |  |  |                           |  |
|                              |   | …                                 | …                         |  |  |       |  |  |                              |  |  |                           |  |
|                              |   | …                                 | …                         |  |  |       |  |  |                              |  |  |                           |  |
|                              |   | …                                 | …                         |  |  |       |  |  |                              |  |  |                           |  |
| Catherine McGrath            |   | …                                 |                           |  |  |       |  |  |                              |  |  |                           |  |
|                              |   | …                                 | …                         |  |  |       |  |  |                              |  |  |                           |  |
|                              |   | …                                 | …                         |  |  |       |  |  |                              |  |  |                           |  |
|                              |   | …                                 | …                         |  |  |       |  |  |                              |  |  |                           |  |
| …                            |   | …                                 |                           |  |  |       |  |  |                              |  |  |                           |  |
|                              |   | …                                 | …                         |  |  |       |  |  |                              |  |  |                           |  |
|                              |   | …                                 | …                         |  |  |       |  |  |                              |  |  |                           |  |
|                              |   | …                                 | …                         |  |  |       |  |  |                              |  |  |                           |  |
|                              |   | …                                 |                           |  |  |       |  |  |                              |  |  |                           |  |